# 瓦利希爾 (北卡羅萊納州)
瓦利希爾（英語：Valley Hill）是位於美國北卡羅萊納州亨德森縣的普查規定居民點。

## 人口
根據2020年美國人口普查的數據，瓦利希爾的面積為6.16平方千米，當中陸地面積為6.01平方千米，而水域面積為0.15平方千米。當地共有人口2207人，而人口密度為每平方千米358.28人。